# Vaux (Lorena)
Vaux è un comune francese di 890 abitanti situato nel dipartimento della Mosella nella regione del Grand Est.

## Società

### Evoluzione demografica
Abitanti censiti